# 木口昭二
木口 昭二（きぐち しょうじ、1950年10月3日 - ）は、日本の鋳造工学学者。近畿大学名誉教授。大阪府枚方市在住。

## 来歴
新潟県新潟市生まれ。1966年新潟市立白新中学校卒、1969年新潟県立新潟高等学校卒。1974年早稲田大学理工学部金属工学科卒。1979年早稲田大学大学院理工学研究科博士課程修了。1979年コマツ入社、生産技術研究所、鋳造事業部、1996年近畿大学理工学部金属工学科助教授、2002年機械工学科教授、全学共通教育機構副機構長、教養・外国語教育センター長、2017年名誉教授。
1979年「溶融金属の凝固開始前後における流動性の解析」で工学博士（早稲田大学）。
2014年-2018年(公社)日本鋳造工学会【1】会長、2019年(公社)日本鋳造工学会名誉会員、2008年-　(一社)日本鋳造協会参与、2014年-2025年(一財)素形材センター理事、2025年-　(一財)素形材センター評議員、2017年-2019年(公社)日本工学会監事、2019年(公社)日本工学会フェロー、2020年　(一社)日本技術者教育認定機構フェロー。
【1】我が国の鋳造に関する学問、技術の進歩、向上と、それに伴う鋳造業界の発展を目的に、1932年 5 月に設立された学術団体

## 専門分野
鋳造工学【鋳鉄の溶解・凝固ならびに材質に関する基礎的研究】
これまでの鋳造工学における業績は、以下の３つに大別することができる。
1. 鋳鉄の溶解と欠陥生成機構の解明に関する研究
鋳鉄鋳物に発生する引け巣、湯回り不良および異常黒鉛などの欠陥が、溶湯中に含有される微量不純物元素に起因することに着目し、新たに考案した湯流れ試験片を駆使して、その生成機構を解明した。
一方、鋳鉄の凝固膨張圧を精密に測定し、体積変化と引け巣発生の因果関係について明確にし、1996年度日本鋳造工学会論文賞を受賞することができた。
2. 鋳鉄の凝固とシミュレーションに関する研究
これまで必ずしも明確ではなかった鋳型内での溶湯の充満過程、凝固現象を可視化するため、我が国で最も早く解析ソフトの開発を行い、鋳造品の品質向上に大きな貢献をした。その成果は、日本鋳造工学会日下賞、豊田賞、小林賞として評価された。
3. 鋳鉄の材質に関する研究
鋳鉄の付加価値向上と用途拡大をねらいとして、当時は必ずしも安定して生産することができなかったCV黒鉛鋳鉄を、Ce-Mg処理による量産製造技術を確立するとともに、その材質特性を明らかにし、鋳鉄適用の飛躍的な拡大の道を開いた。

以上のように、研究分野は、鋳鉄の溶解・凝固から材質にいたる基礎的な問題を科学的に解明したものであり、我が国鋳造工学の進歩に大きく貢献するとともに卓越した業績を上げることができ、その成果は、日本鋳造工学会大賞、飯高賞として評価された。

## 著書・共著
- 「鋳造工学便覧（鋳鉄の製造法と材質）」共著、丸善（日本鋳造工学会）2002年
- 「鋳鉄の科学」共著、日本鋳物工業会　2005年
- 「鋳造欠陥とその対策」共著、日本鋳造工学会　2007年
- 「新版　鋳鉄の材質」共著・副編集委員長、日本鋳造工学会　2012年
- 「新版　鋳鉄の生産技術」共著・編集委員長、素形材センター　2012年
- 「第5版　鉄鋼便覧」共著・主査、日本鉄鋼協会　2014年

## 論文
- 「ねじり振動法による凝固進行中の溶融金属の粘度測定」木口昭二、加山延太郎、村井香一　日本鋳物協会誌Vol.47，（1975）p.485-491
- 「凝固初期のみかけ粘度測定による各種鋳鉄の初晶成長過程の検討」木口昭二、加山延太郎　日本金属学会誌Vol.43，（1979）p.140-145
- 「Ce-Mg処理によるCV黒鉛鋳鉄の性質と製造について」木口昭二、菊池正夫　日本鋳物協会誌Vol.55，（1983）p.279-284
- 「鋳鉄凝固時の体積変化と凝固膨張圧」木口昭二，香川明男　日本鋳物協会誌Vol.67，（1995）p.112-117
- 「厚肉球状黒鉛鋳鉄に発生するチャンキー黒鉛の生成機構」木口昭二、新谷昌之，、中村幸吉　日本鋳造工学会誌Vol.72，（2000）p.311-316
- 「多孔質化処理片状黒鉛鋳鉄への加圧溶浸処理とその材料特性」木口昭二、山口泰文　日本鋳造工学会誌Vol.76，（2004）p.15-19
- 「球状黒鉛鋳鉄の溶湯性状に及ぼす微量不純物元素の影響」木口昭二、河本賢介　日本鋳造工学会誌Vol.76，（2004）p.192-197